# 298 г. пр.н.е.
298 (двеста деветдесет и осма) година преди новата ера (пр.н.е.) е година от доюлианския (Помпилийски) римски календар.

## Събития

### В Римската република
- Консули са Луций Корнелий Сципион Барбат и Гней Фулвий Максим Центумал.
- Основана е латинската колония Карсеоли.[1]
- Римските съюзни отношения с луканите стават повод за начало на Третата самнитска война.[1]
- Римски победи в Етрурия и Самниум.

### В Индия
- Биндусара наследява Чандрагупта като владетел на империята му

## Починали
- Дейдамея, дъщеря на цар Еакид от Епир и съпругата му царица Фтия, и сестра на цар Пир
- Чандрагупта, основател на империята Маурия (роден 340 г. пр.н.е.)